# Glomalina
La glomalina es una glicoproteína del suelo que favorece la formación de agregados. Se encuentra en abundancia en las hifas y las esporas de los hongos micorrícicos arbusculares (MA), en la materia orgánica del suelo y en las raíces. Su presencia es reveladora de un suelo sano y poco perturbado, donde prolifera jugando un rol fundamental en la estructura y fertilidad de dicho suelo.
La glomalina fue descubierta en 1995 por Sara F. Wright, científica del Servicio de Investigación Agrícola del Departamento de Agricultura de los Estados Unidos (USDA). El nombre proviene de glomerales, una clase de hongos.

## Descubrimiento y controversia
La glomalina no fue detectada hasta 1996 porque para su extracción precisa un baño de citrato a una temperatura de 250 °F (121 °C) durante al menos una hora. «Ningún otro pegamento para suelo encontrado hasta la fecha requería tal esfuerzo para obtenerse», declaró Sara Wright. Sin embargo, en 2010, utilizando métodos de análisis avanzados, se demostró que el procedimiento de extracción por calentamiento con citrato extrae sustancias húmedas, por lo que no está claro si el «efecto pegamento» proviene de la Glomalina o de otras sustancias que se extraen utilizando ese método.
Operacionalmente la glomalina se cuantifica como proteína del suelo relacionada con la glomalina (GRSP, por sus siglas en inglés) y se pueden evaluar dos de sus fracciones: la glomalina total (GT) y la glomalina fácilmente extraíble (GFE). La primera representa la máxima cantidad que puede ser extraída y está fuertemente unida a las partículas del suelo, requiriendo, por lo tanto, más tiempo (ciclos múltiples) de exposición a altas temperaturas para su extracción, mientras que la GFE es el pool de más reciente deposición e incluso se ha sugerido que proviene de una descomposición parcial de la glomalina más estable (GT)

## Descripción
La glomalina es una glicoproteína recalcitrante producida por los HMA, con elevada estabilidad, vida media entre seis y 42 años y una lenta velocidad de degradación que depende del suelo de origen. Asimismo, se ha señalado que constituye el mayor componente de la materia orgánica del suelo. Esta proteína puede influir en la fertilidad del suelo al acomplejarse con el hierro (Fe), así como en la remediación de suelos contaminados mediante su acomplejamiento con elementos potencialmente tóxicos.
La proteína específica no se ha aislado ni descrito. Sin embargo, las proteínas del suelo relacionadas con la glomalina (PSRG) se han identificado utilizando un anticuerpo monoclonal (Mab32B11) en contra de esporas de hongos MA trituradas. Se define por sus condiciones de extracción y reacción con el anticuerpo Mab32B11.
Su descubridora, Sara Wright, piensa que «la molécula de glomalina es un grupo de pequeñas glicoproteínas con hierro y otros iones unidos. Contiene de 1 % a 9 % de hierro en unión fuerte. Se ha encontrado presencia de glomalina en el exterior de las hifas, y creemos que así es como las hifas se sellan a sí mismas para poder transportar agua y nutrientes. Es posible que esto les genera la rigidez que necesitan para abarcar los espacios de aire entre las partículas del suelo. La glomalina tarda entre 7 y 42 años en biodegradarse y se cree que aporta hasta el 30 % del carbono del suelo donde hay hongos micorrícicos. Los niveles más altos de glomalina se encontraron en suelos volcánicos de Japón y Hawái».
Hay otra evidencia que demuestra que es de origen fúngico MA. Cuando los hongos MA se eliminan del suelo mediante la incubación del suelo sin plantas que hospeden en este, la concentración de PSRG disminuye. También se ha encontrado una disminución similar en PSRG en suelos incubados de tierras forestales, forestadas y agrícolas, y pastizales tratados con fungicida. Las concentraciones de glomalina en el suelo están relacionadas con la productividad primaria de un ecosistema.
La química de la proteína del suelo relacionada con la glomalina (PSRG) no se comprende completamente, y el vínculo entre la glomalina, la PSRG y los hongos micorrícicos arbusculares no está claro. Su función fisiológica en los hongos también es un tema de investigación actual.

## Efectos
Las proteínas del suelo relacionadas con la glomalina (PSRG), junto con el ácido húmico, son un componente importante de la materia orgánica del suelo y actúan para unir las partículas minerales, mejorando la calidad del suelo. Se ha investigado por sus propiedades de almacenamiento de carbono y nitrógeno, incluso como un método potencial de secuestro de carbono.
Se plantea la hipótesis de que mejora la estabilidad de los agregados del suelo y disminuye la erosión del suelo. Se ha encontrado una fuerte correlación entre el PSRG y la estabilidad del agua de los agregados del suelo en una amplia variedad de suelos donde la materia orgánica es el principal agente aglutinante, aunque se desconoce el mecanismo.